# Grant Motor Car Company
Grant Motor Car Company war ein US-amerikanischer Hersteller von Automobilen.

## Unternehmensgeschichte
Harry Elmer von der Elmer Auto Corporation aus Elkhart in Indiana hatte 1911 ein Fahrzeug entwickelt. Es bestand allerdings keine Möglichkeit für eine Produktion in Indiana. Daraufhin zog er nach Cleveland in Ohio. Die Grant-Lees Machine Company bot den notwendigen finanziellen Rückhalt und gründete die Grant Motor Car Company als eine eigenständige Abteilung. Harry Elmer wurde Manager. Im April 1912 begann die Produktion von Automobilen. Der Markenname lautete Grant Six. Elmer verließ im November 1912 das Unternehmen. Anfang 1913 endete die Produktion.
Es bestand keine Verbindung zur Grant Motor Car Corporation, die Fahrzeuge als Grant anbot.

## Fahrzeuge
Das einzige Modell hatte einen Sechszylindermotor. Er leistete 50 PS. Eine Abbildung zeigt einen offenen Tourenwagen. Der Neupreis betrug 2750 US-Dollar.